# Grammosciadium
Grammosciadiumes un género de plantas herbáceas perteneciente a la familia de las apiáceas.Comprende 18 especies descritas y de estas, solo 8 aceptadas.

## Taxonomía
El género fue descrito por Antonio José de Cavanilles y publicado en Collection de mémoires 5: 62. 1829. La especie tipo es: Grammosciadium daucoides DC.	

## Especies seleccionadas
A continuación se brinda un listado de las especies del género Grammosciadium aceptadas hasta septiembre de 2012, ordenadas alfabéticamente. Para cada una se indica el nombre binomial seguido del autor, abreviado según las convenciones y usos.
- Grammosciadium confertum Hub.-Mor. & Lamond
- Grammosciadium cornutum (Nábelek) C.C.Towns.
- Grammosciadium daucoides DC.
- Grammosciadium macrodon Boiss.
- Grammosciadium platycarpum Boiss. & Hausskn.
- Grammosciadium pterocarpum Boiss.
- Grammosciadium scabridum Boiss.
- Grammosciadium schischkinii (V.M.Vinogr. & Tamamsch.) V.M.Vinogr.